# Bahnbetriebswerk Lübeck
Das Bahnbetriebswerk Lübeck war ein Bahnbetriebswerk der BD Hamburg, das nach der Bahnreform DB Regio zugeordnet wurde.

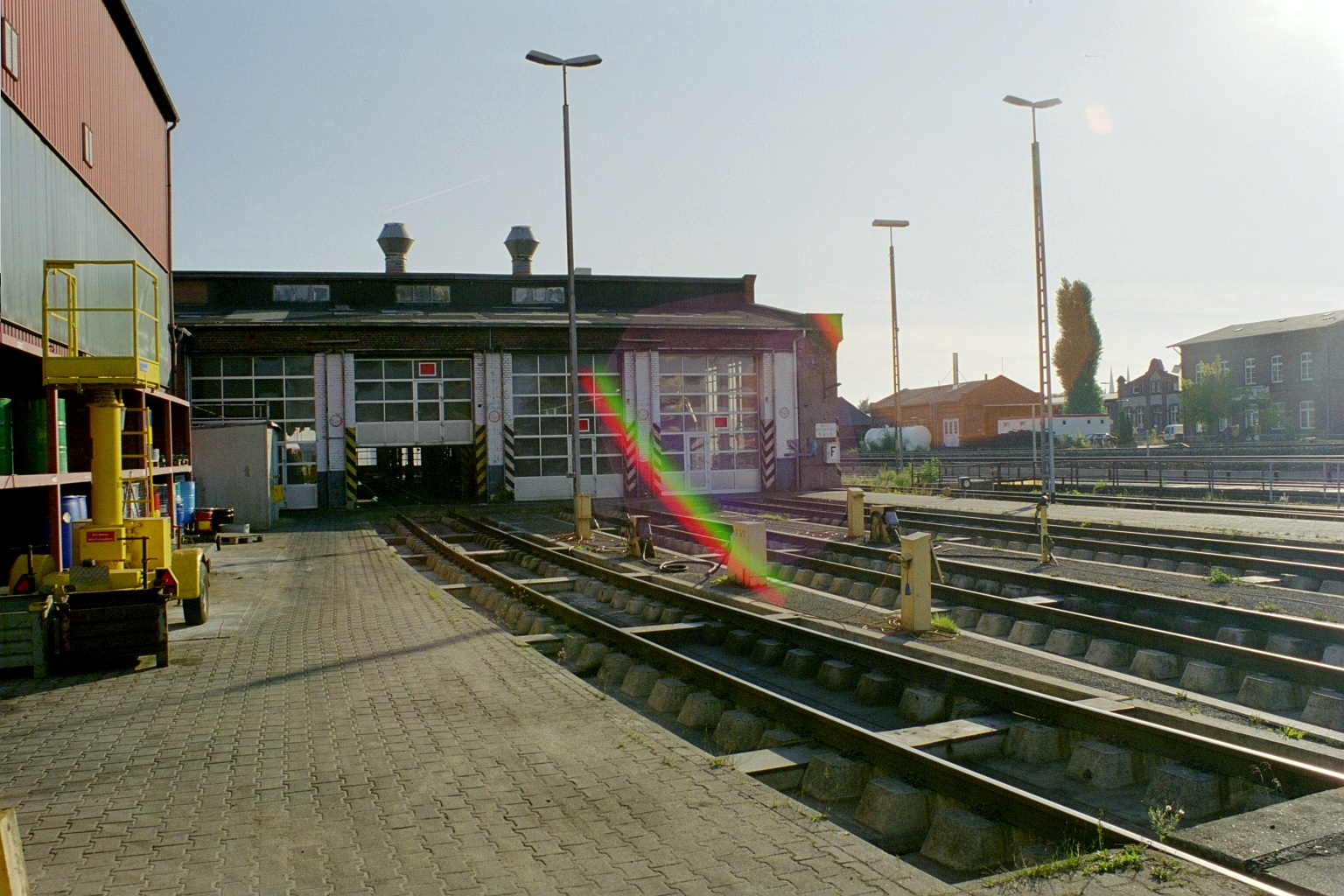
Die Rechteckhalle mit der angebauten Großtauschhalle

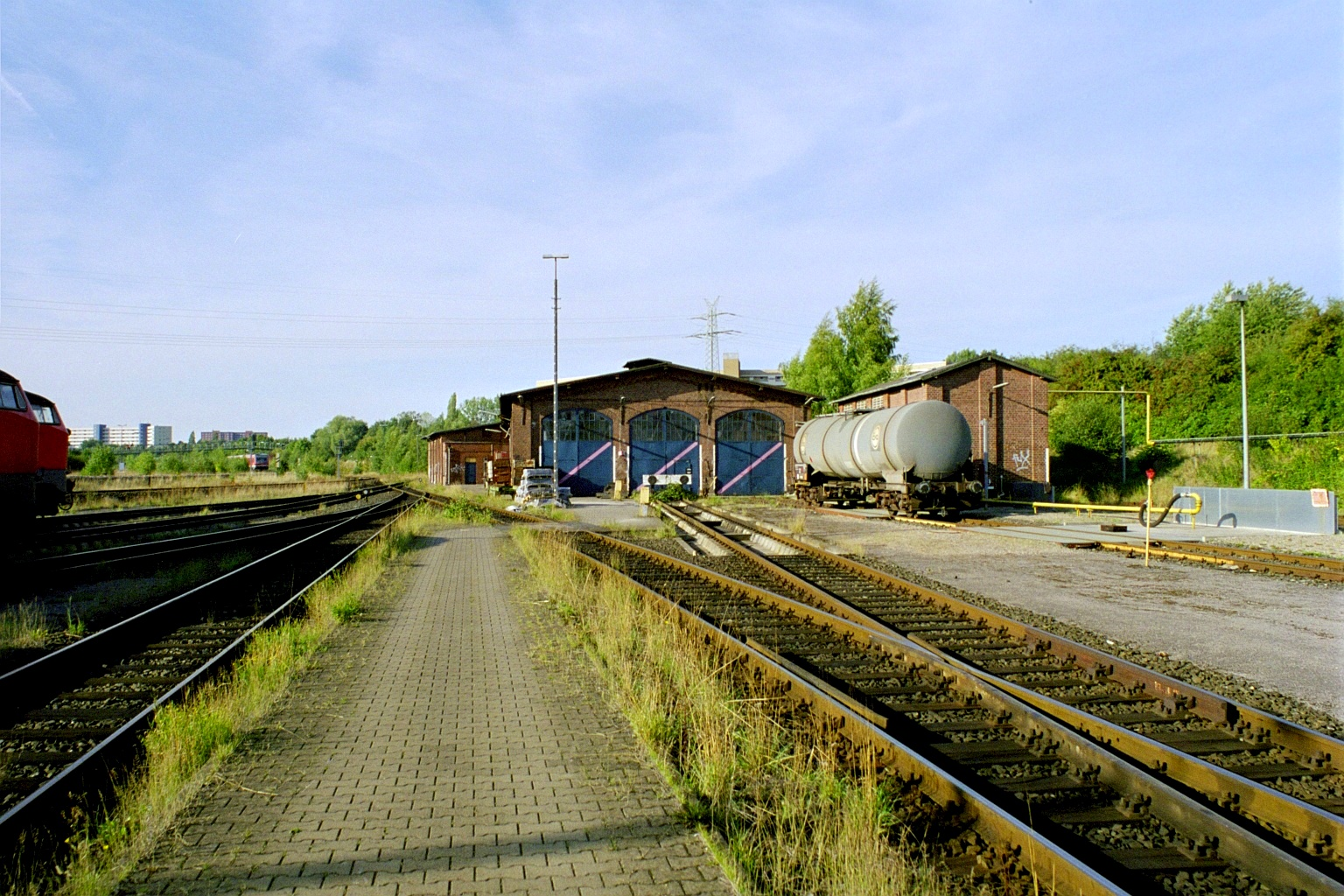
Der Schuppen LEU im Sommer 2003, rechts die Pumpstation des Dieselkraftstofflagers

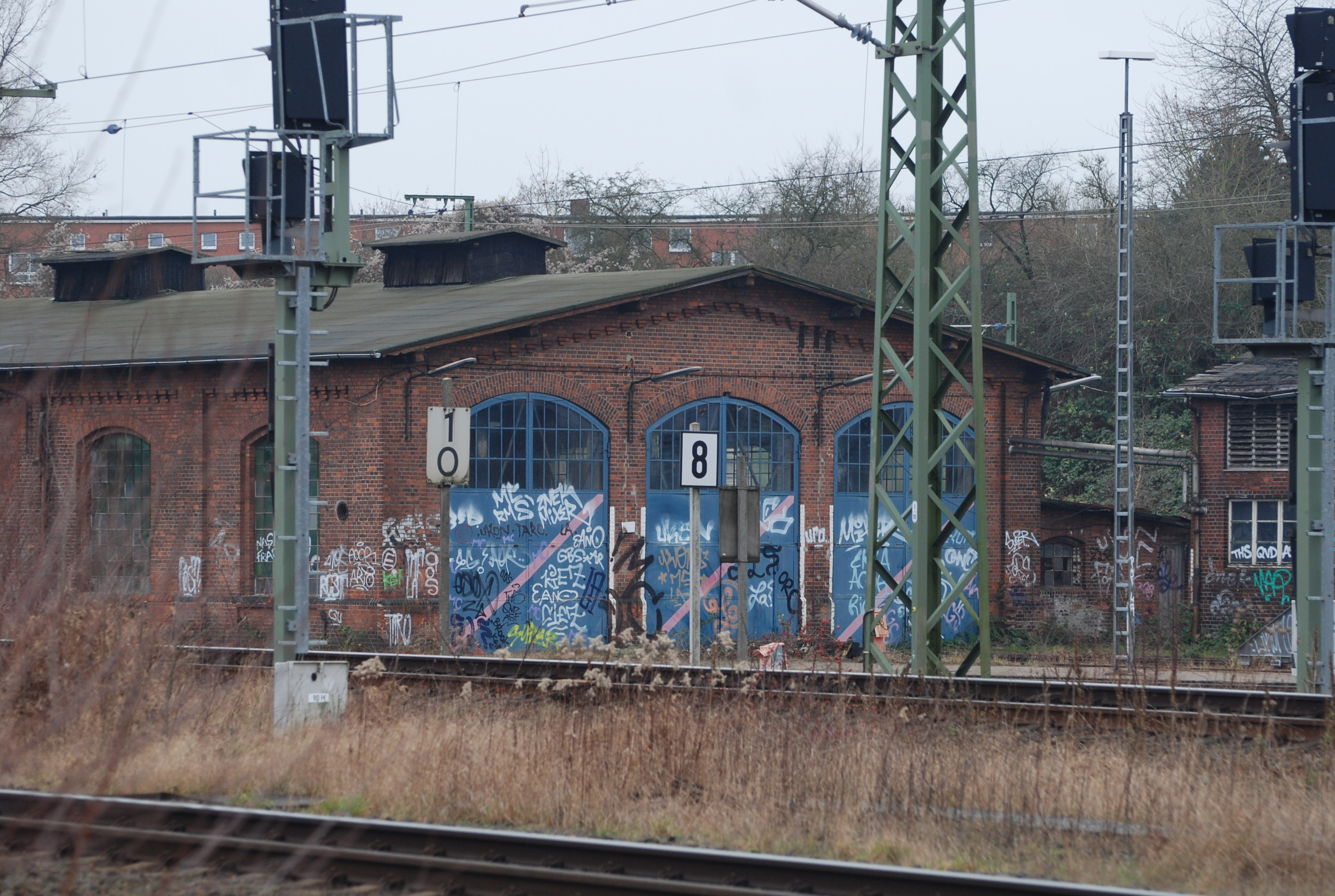
Die nördlichen Tore des Schuppens LEU

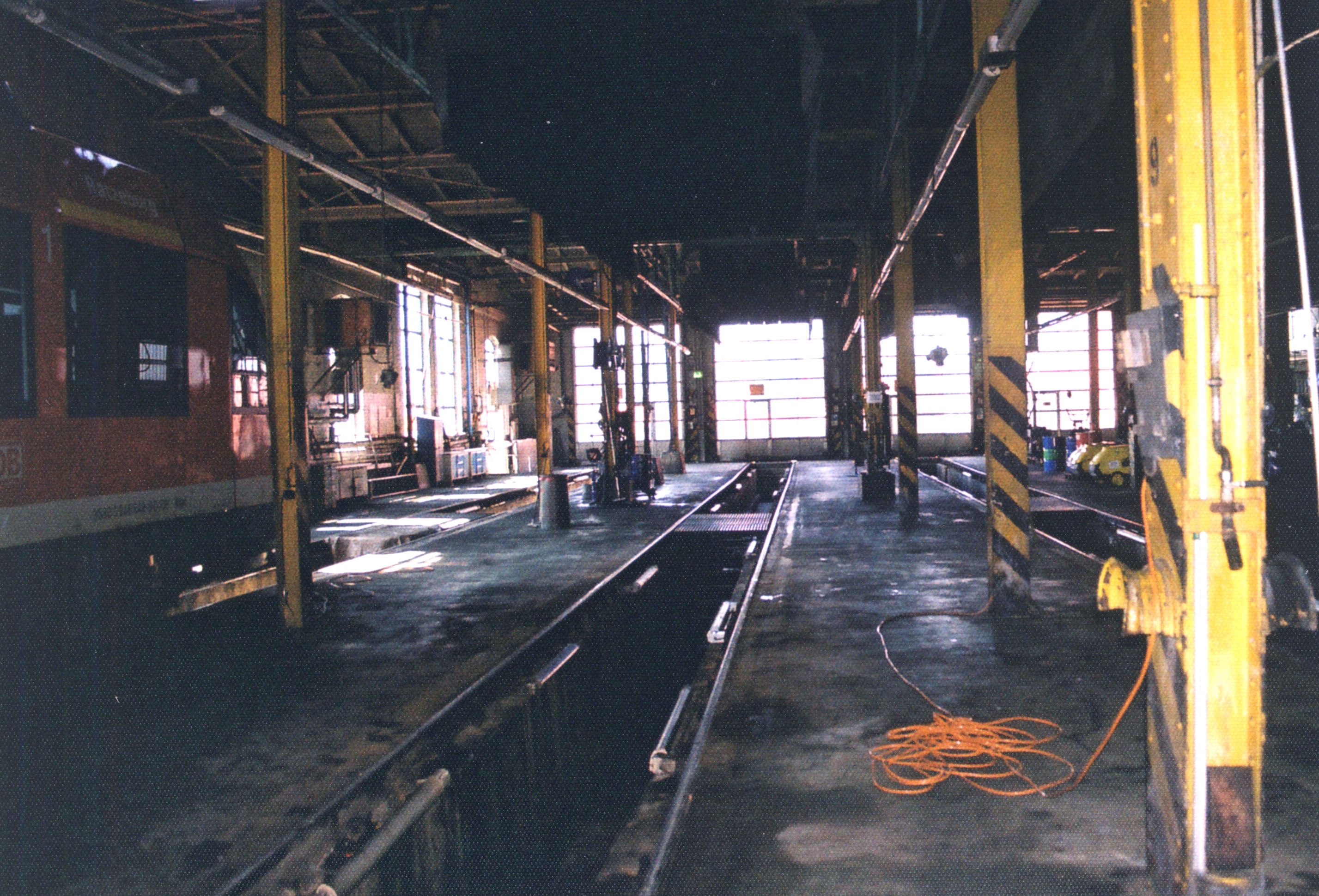
Innenansicht der Rechteckhalle im Mai 2010

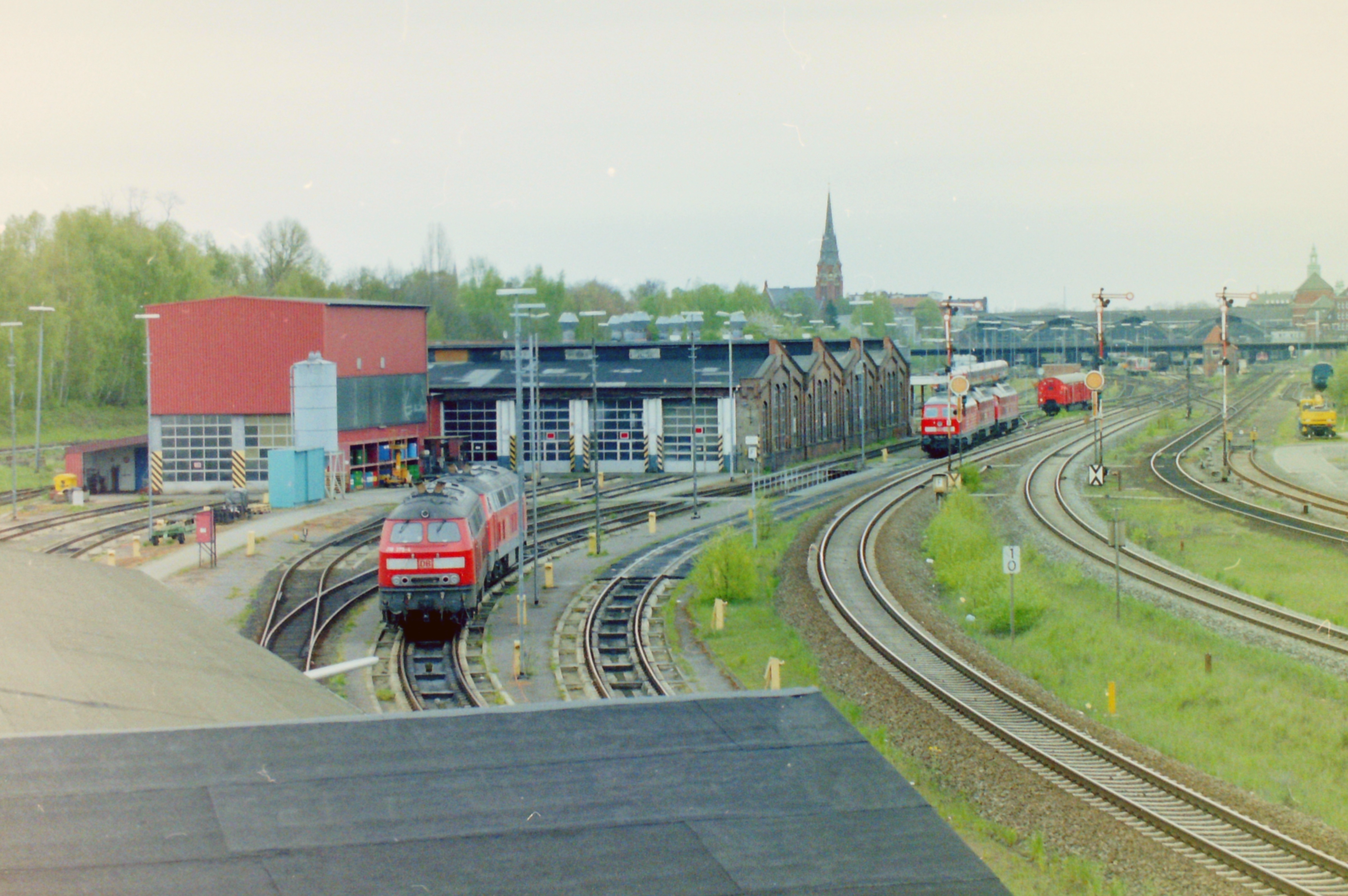
Blick auf die Rechteckhalle im Jahr 2005

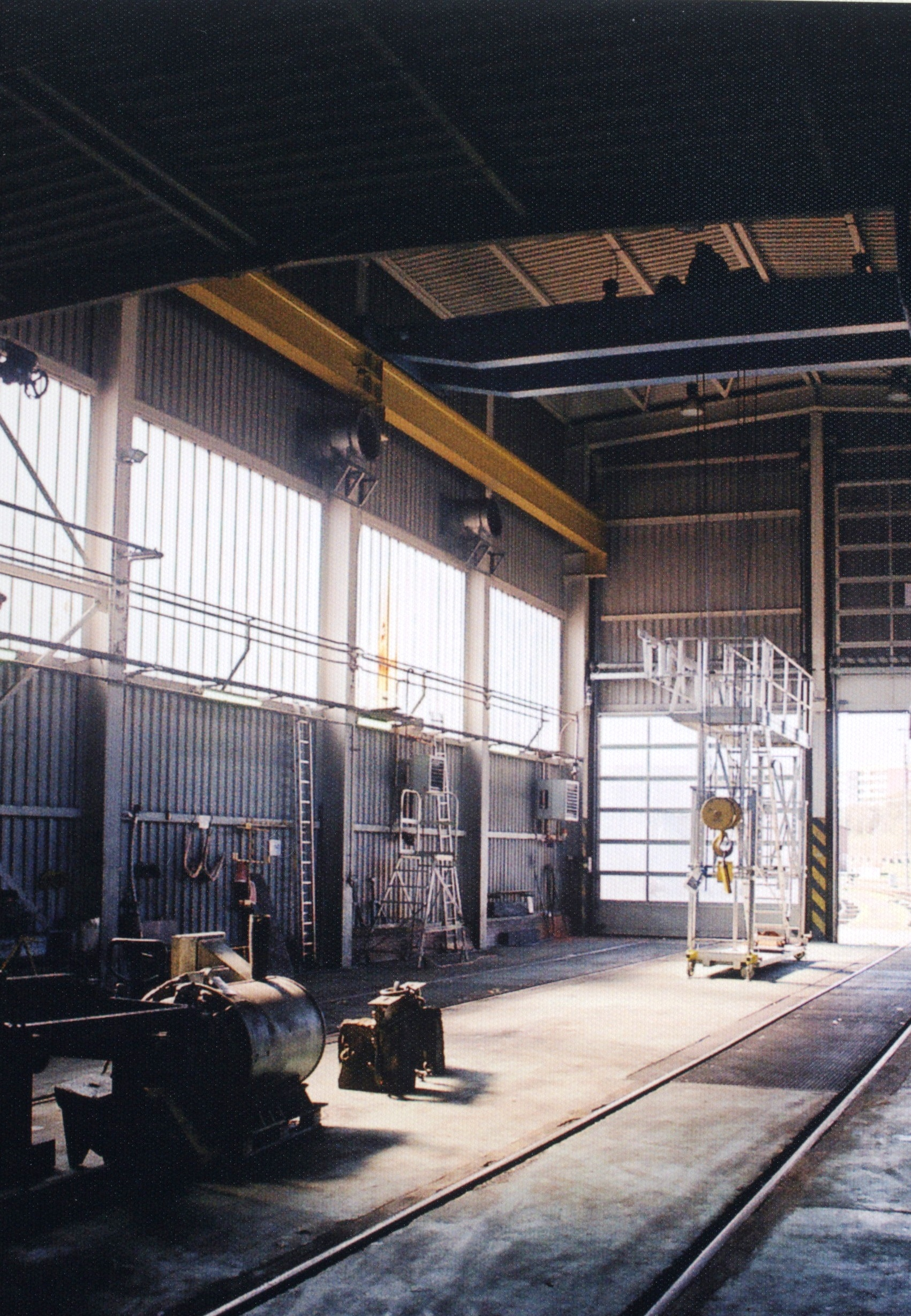
Innenansicht de Großtauschhalle

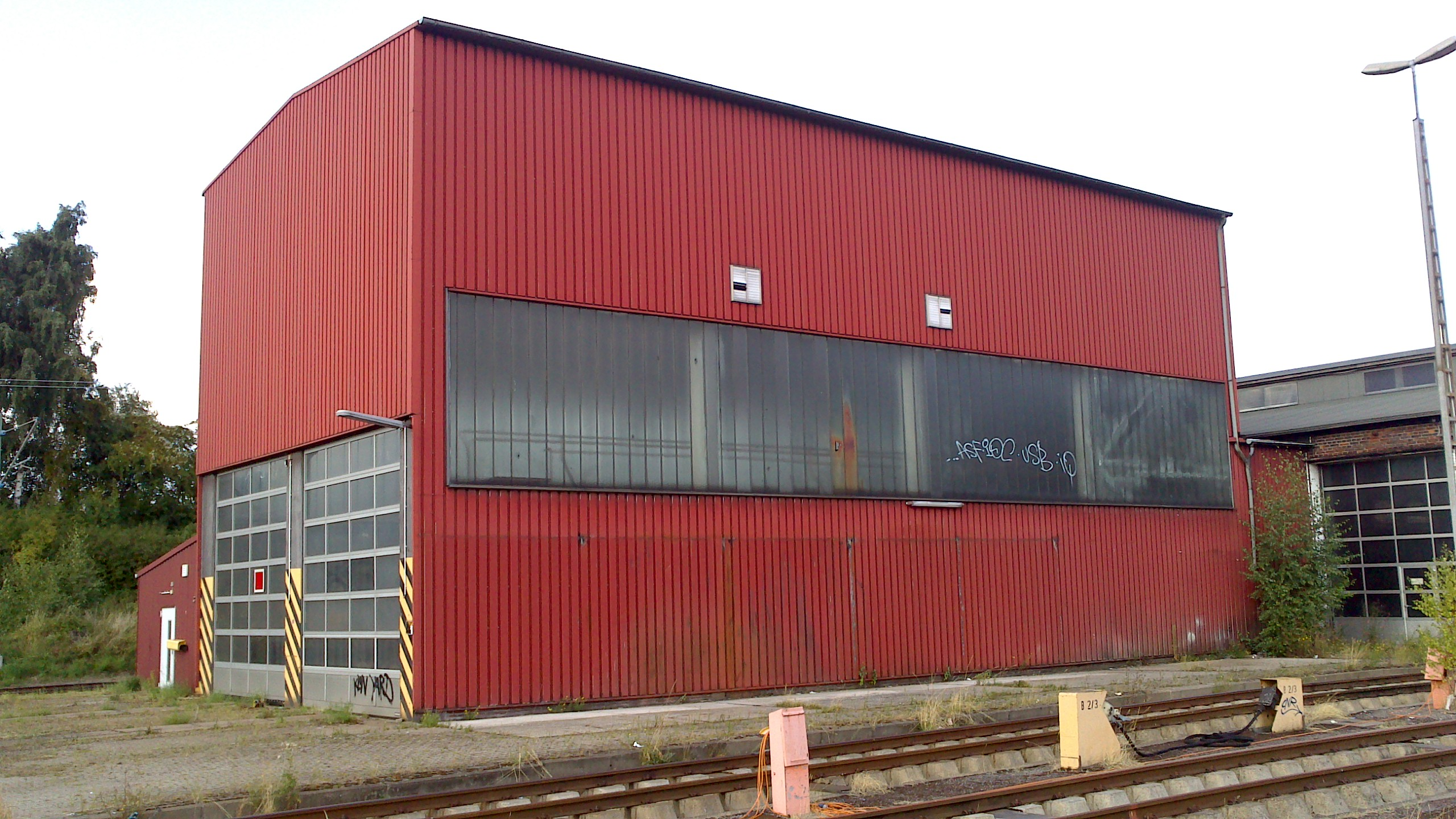
Außenansicht der Großtauschhalle

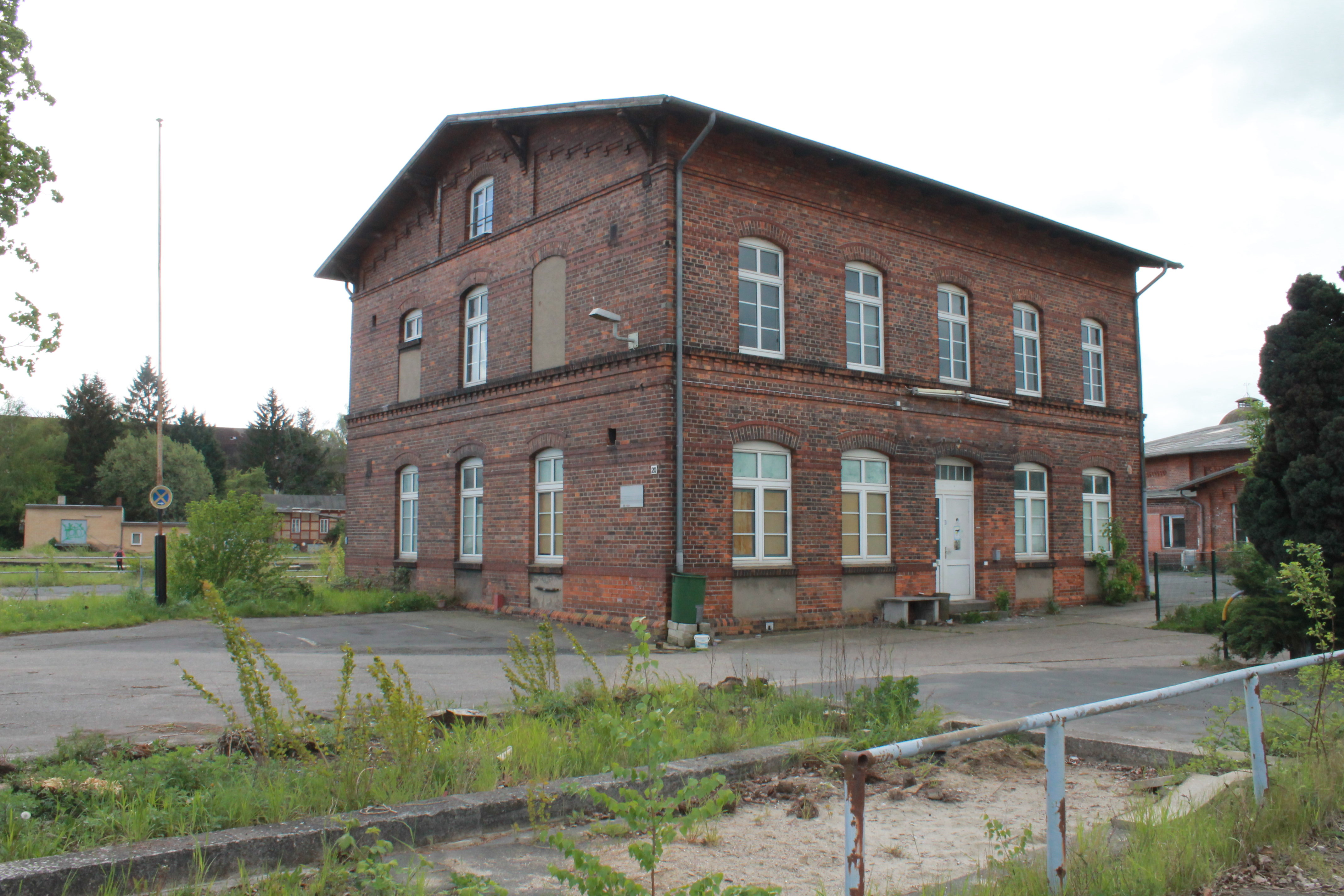
Das Verwaltungsgebäude im Jahr 2019

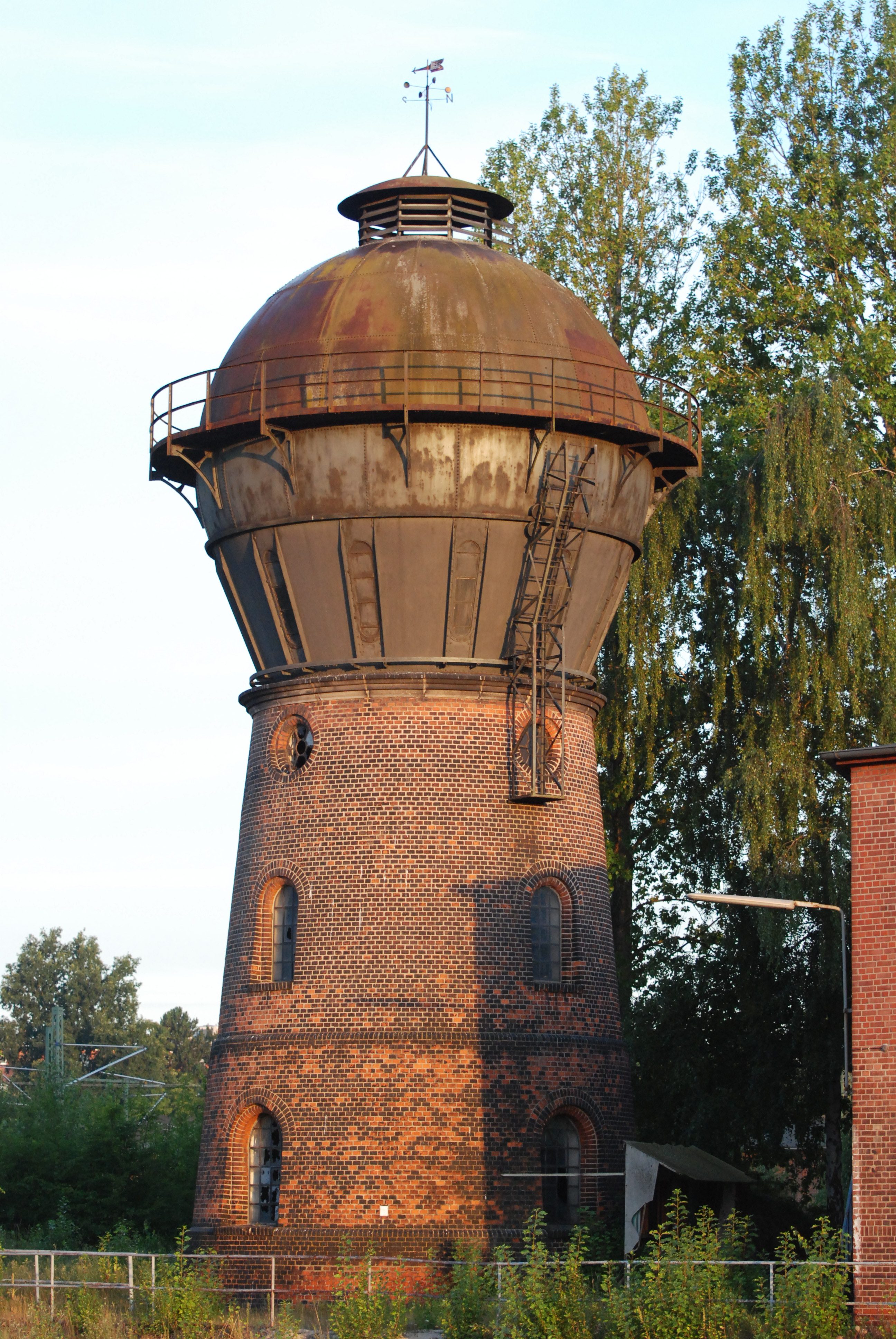
Eines der Überbleibsel des BW Lübeck

Der Abriss des Halbrundschuppens im Jahr 2019

## Geschichte

### 1908 bis 1994
Die Lübeck-Büchener Eisenbahn (LBE) nahm 1908 mit dem Lübecker Hauptbahnhof ein neues Bahnbetriebswerk für ihre damals etwa 90 Lokomotiven in Betrieb. Es verfügte über einen Rechteck- und einen Ringlokschuppen. Einen weiteren Rechteckschuppen errichtete die Eutin-Lübecker Eisenbahn.
Der Ringlokschuppen mit Drehscheibe, Sozialgebäude und Wasserturm wurde rechts der südlichen Einfahrgleise angelegt. Der Rechteckschuppen wurde zwischen Ein- und Ausfahrgleisen, in Verlängerung der Abstellgruppe, angelegt. Die Rechteckhalle wurde durch einen Fußgängertunnel mit dem Ringlokschuppen verbunden.
Mit der Verstaatlichung der LBE im Jahr 1938 kam die Dienststelle zur Deutschen Reichsbahn (DR) und gehörte bis 1945 zur Reichsbahndirektion Schwerin. Dazu übernahm die DR 71 Dampflokomotiven und vier Kleinlokomotiven, die in Lübeck beheimatet blieben. 1941 wurde die ELE verstaatlicht. Damit kamen deren Lokschuppen und weitere zehn Lokomotiven zur DR.
Im Zweiten Weltkrieg fanden die Lokomotiven großenteils in anderen Bahnbetriebswerken mit ähnliche Lokbestand ihre Heimat und wurden durch ehemals preußische sowie Einheitslokomotiven ersetzt. So waren nun Lokomotiven der Baureihen 24, 38.10, 41, 50, 78, 93 und 94 in Lübeck zu Hause. Außerdem war Lübeck Wende-Bw für Lokomotiven der Baureihen 01, 01.10 und 03. Den Zweiten Weltkrieg überstand das Bw weitgehend unbeschädigt.
1957 trafen die ersten Diesellokomotiven der Baureihe V 60 ein. Nachdem dem Bw Lokomotiven der Baureihen V 100.20, V 200.1 und V 160, darunter auch Vorserienloks, zugewiesen worden waren, wurde die Dampflokunterhaltung der bis dahin hauptsächlich Baureihen 38.10 und 78 1965 eingestellt. Als Wendeloks tauchten 01.10 sowie die beiden 10er aus Bebra auf.
Mitte der 1960er-Jahre war es eines der ersten Bahnbetriebswerke der Deutschen Bundesbahn (DB), das vollständig verdieselt wurde. Das hatte vor allem mit der Inbetriebnahme der Vogelfluglinie 1963 zu tun, auf der die Zugförderung vollständig auf Diesellokomotiven abgestimmt war. Dazu entstand das Bahnbetriebswerk Puttgarden, welches die dortigen Rangieraufgaben mit der Baureihe V 65 übernahm. Ab dem 1. Januar 1982 wurde das Bw Puttgarden Außenstelle des Bw Lübeck, die 75 Reisezugwagen unterhielt.
Die Wartung und Instandhaltung der landseitigen Einrichtung der Fähranleger oblag der Maschinen-Gruppe des Bw Lübeck, die für Unterhaltung aller maschinen- und elektrotechnischen Einrichtungen wie Gleiswaagen, Drehscheiben, Schiebebühnen, Tankanlagen und Heizwerk zuständig war.
Außen- und Meldestellen waren im Laufe der Zeit Lübeck Hauptbahnhof (aus organisatorischen Gründen), Büchen, Ratzeburg, Eutin, Bad Oldesloe und Hamburg Hauptbahnhof (erst mit der Zuordnung des Bws zu DB Regio).
Für die Umstellung erfolgten größere Umbauten. Die Gleisanbindungen des Ringlokschuppens an die Drehscheibe wurden bis auf wenige  1962 zurückgebaut. Die Drehscheibe brauchten noch die hier wendenden DR-Dampflokomotiven der Reihen 23.10, 41 und seltener auch 62. Sie existierte noch einige Zeit nach deren Ersatz durch V 180. Bis Ende der 1990er-Jahre diente der Halbrundschuppen als Lager und Kfz- und Lehr-Werkstatt, in der bis zu 80 Maschinenschlosser in vier Jahrgängen ausgebildet wurden. Die Drehscheibe vor dem Rechteckschuppen wich 1965 einer Weichenstraße. Die südliche Anbindung der Rechteckhalle über eine Schiebebühne wurde ebenfalls durch eine Weichenstraße ersetzt. Eine große Dieseltankstelle entstand nördlich der Halle.
In den 1980er-Jahren war Lübeck Auslauf-Bw für die Baureihe V 200.0. Durch die BD Hamburg wurden umfangreiche Umbauten geplant. Die Rechteckhalle sollte saniert und erweitert werden. Der ehemalige, als Lager dienende, Lokschuppen der Eutin-Lübecker-Eisenbahn (ELE), der sogenannte „Schuppen LEU“, wurde im Februar 2021 abgerissen. Das Materiallager sollte in die Rechteckhalle (ehemals LBE) verlegt werden. Weiterhin war der Bau eine Außenreinigungsanlage geplant. Im Bahnbetriebswerk Lübeck standen am 1. Juni 1985 585 Eisenbahner in Lohn und Brot. Es beheimatete zu diesem Zeitpunkt:
- 67 Lokomotiven der BR 218
- 35 Lokomotiven der BR 211/212
- 16 Lokomotiven der BR 260/261
- 27 Kleinlokomotiven.

Für die Instandhaltung und Bedarfausbesserungen dieser Lokomotiven gab es in der Rechteckhalle sechs mit Arbeitsgruben ausgestattete Gleise. Für das Tauschen von Großkomponenten (z. B. Dieselmotor und Turbogetriebe) stand im Anfang der 1980er-Jahre errichten Anbau ein 160-kN-Kran zur Verfügung. Zum Tausch von Drehgestellen war zusätzlich ein Hallengleis der Rechteckhalle mit einer Hebebockanlage versehen.

### 1994 bis 2010
Mit der Bahnreform wurden die Bahnbetriebswerke umstrukturiert und der Werkstatt- und Betriebsdienst organisatorisch getrennt sowie die einzelnen Werke entsprechend dem Einsatzgebiet der Lokomotiven einem Geschäftsbereich zugeordnet. Die Lübecker Werkstatt wurde der DB Regio AG zugeteilt. Die in Lübeck beheimateten Rangier- und Güterzuglokomotiven wurden von DB Cargo nach Hamburg umbeheimatet.
Das Werk Lübeck beherbergte jetzt ausschließlich Lokomotiven der BR 218. Nach der Elektrifizierung der Strecke Hamburg-Flensburg/Kiel wurde das Bw Flensburg, trotz einer relativ modernen Ausstattung, aufgelassen und dessen Lokomotiven größtenteils nach Lübeck umbeheimatet. Durch diese Neuzugänge stieg der 218er-Bestand auf etwa 130 Lokomotiven.
Das Einsatzgebiet der Lübecker Lokomotiven erstreckte sich über Niedersachsen, Schleswig-Holstein und Mecklenburg-Vorpommern. Lübecker Lokomotiven liefen auf der Vogelfluglinie, der Marschbahn, nach Rostock und Cuxhaven. Nach der organisatorischen Trennung des Werkstatt- und des Betriebsdienstes wurde 2004 die Lokleitung Lübeck und damit der betriebsdienstliche Teil aufgelöst.
Der Einsatz der Lübecker Lokführer erfolgte danach in einer Meldestelle des Bahnbetriebswerkes Kiel, die sich im ehemaligen Ämtergebäude der Lübeck-Büchener-Eisenbahn direkt am Hauptbahnhof befand. Nach der Übernahme von Verkehren durch andere Eisenbahnverkehrsunternehmen wie auf der Bahnstrecke Hamburg–Cuxhaven und dem Bau einer neuen Werkstatt in Niebüll für diese Unternehmen sank der 218-Bestand in Lübeck wieder ab. Das Einsatzgebiet der Lokomotiven reduzierte sich damit wieder auf die von Lübeck ausgehenden Strecken.

### 2010 bis heute
Mit Aufnahme der elektrischen Zugförderung auf der Bahnstrecke Hamburg–Lübeck brachen die Aufgaben der Werkstatt weitgehend weg. Die Elektrolokomotiven der BR 143/BR 112 werden durch die Werkstatt Kiel instand gehalten. Die Werkstatt Kiel übernahm zum 1. Juni 2010 die letzten Lübecker Lokomotiven. Am 31. Mai 2010 verließ mit 218 407 die letzte Lok das ehemalige Bw Lübeck.
Die in Schleswig-Holstein verbliebenen Lokomotiven der BR 218 werden seitdem durch die Werkstätten in Kiel, für DB Regio, und Niebüll, für DB Fernverkehr, gewartet.
Das Werk Kiel wurde zuvor aufwendig erweitert und übernahm dann die Wartung und Instandhaltung nahezu aller Fahrzeuge von DB Regio Schleswig-Holstein. Dennoch konnte das Werk Kiel zunächst nicht alle anfallenden Arbeiten ausführen. Größere Instandsetzungsmaßnahmen wurden durch die Werkstatt Braunschweig ausgeführt. Die Schneefräse der DB Netz AG wurde ebenfalls nach Kiel unbeheimatet. Im Werk Lübeck waren am 28. Mai 2010 noch 10 Personen beschäftigt. Seither sind die Anlagen weitgehend verwaist. Die nördlich der Rechteckhalle gelegene Tankstelle wurde durch eine neue moderne Tankstelle, südlich der Rechteckhalle, im Gleis 118 ersetzt.
Der ehemalige Schuppen der Lübeck-Eutiner-Eisenbahn, Schuppen LEU, wurde bis 2015 von Eisenbahnfreunden genutzt, der Halbrundschuppen im August 2019 abgerissen. Auf weiteren Teilen des Geländes des ehemaligen Bahnbetriebswerks und im Bereich der ehemaligen Güterabfertigung werden seit 2022 neue Wohnungen gebaut. Die Baumaßnahmen sollen voraussichtlich im Jahr 2025 abgeschlossen sein.

### Nachnutzung und Abriss
Mit der Schließung der Werkstatt Ende Mai 2010 endete die reguläre Nutzung des Bahnbetriebswerks. Bereits seit Mitte der 1980er Jahre wurde der Schuppen LEU von Eisenbahnfreunden genutzt. Diese Nutzung setzte sich noch bis etwa 2015 fort. Dann musste der Schuppen LEU aufgrund von Einsturzgefahr geräumt werden.
Von 2015 bis 2018 fanden die Eisenbahnfreunde vorübergehend in der Rechteckhalle eine neue Unterkunft. In dieser Zeit wurden erste Abrissarbeiten auf dem Gelände vorgenommen: 2019 wurden das alte Heizwerk, die Bahnfeuerwehr, das Verwaltungsgebäude und der alte Ringlokschuppen abgerissen. Im Sommer 2021 folgte schließlich der Abriss des Schuppens LEU, und vom Januar bis Mai 2024 wurde schließlich die Rechteckhalle abgerissen.
Mit dem Abriss aller Hochbauten verschwanden fast 120 Jahre nach ihrer Errichtung die letzten baulichen Zeugnisse des Bahnbetriebswerks Lübeck. Damit endete die lange Geschichte einer für den Eisenbahnverkehr in Schleswig-Holstein zentralen Dienststelle.